# Gu Hua
Gu Hua (chiń. upr. 古华; chiń. trad. 古華; pinyin Gǔ Huá; ur.  1942 w Jiahe w prow. Hunan), właśc. Luo Hongyu (羅鴻玉) – chiński pisarz. 
Urodził się w niewielkiej, odizolowanej wiosce w górach Wuling. Zaczął pisać opowiadania w 1962, ale nie znalazły one szerszego rozdźwięku społecznego, a sam autor nie był z nich zadowolony. Twórczość pisarza znalazła pozytywne opinie krytyków dopiero w początku lat 80. XX wieku, a przełom przyniosła powieść Miasteczko Hibiskus z 1981 roku (otrzymał nagrodę im. Mao Duna). Gu Hua doświadczył osobiście okresu wielkiego skoku oraz rewolucji kulturalnej, co miało decydujący wpływ na jego twórczość. W 1988 roku wyemigrował do Kanady.